# Curtiss-Wright CW-22
Curtiss-Wright CW-22 là một loại máy bay huấn luyện nâng cao đa dụng của Hoa Kỳ trong thập niên 1940. Do hãng Curtiss-Wright Corporation chế tạo, nó còn được Hải quân Hoa Kỳ sử dụng làm máy bay huấn luyện trinh sát với tên gọi SNC-1 Falcon.

## Biến thể

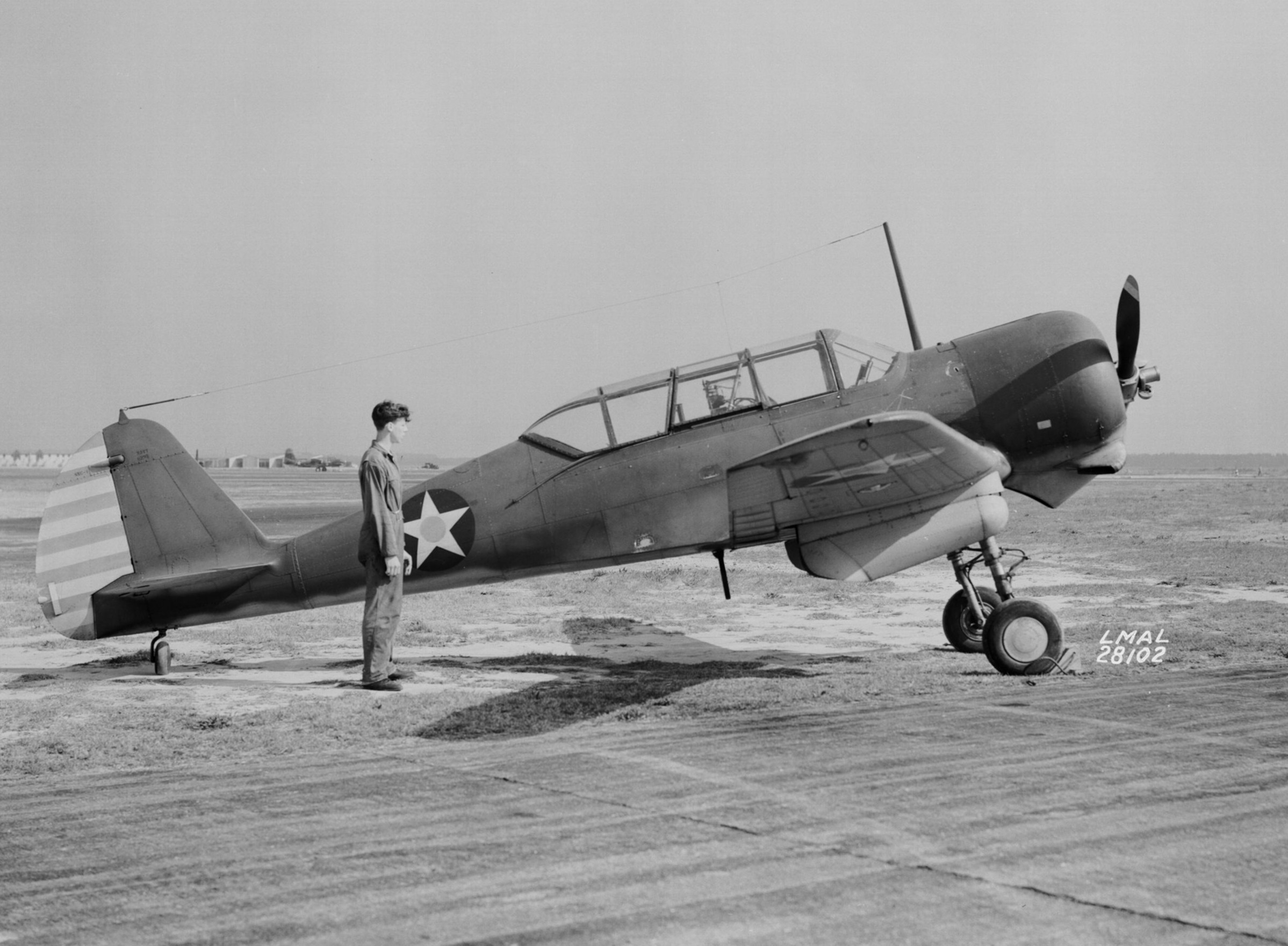
SNC-1 thuộc hải quân Hoa Kỳ tháng 4 năm 1942

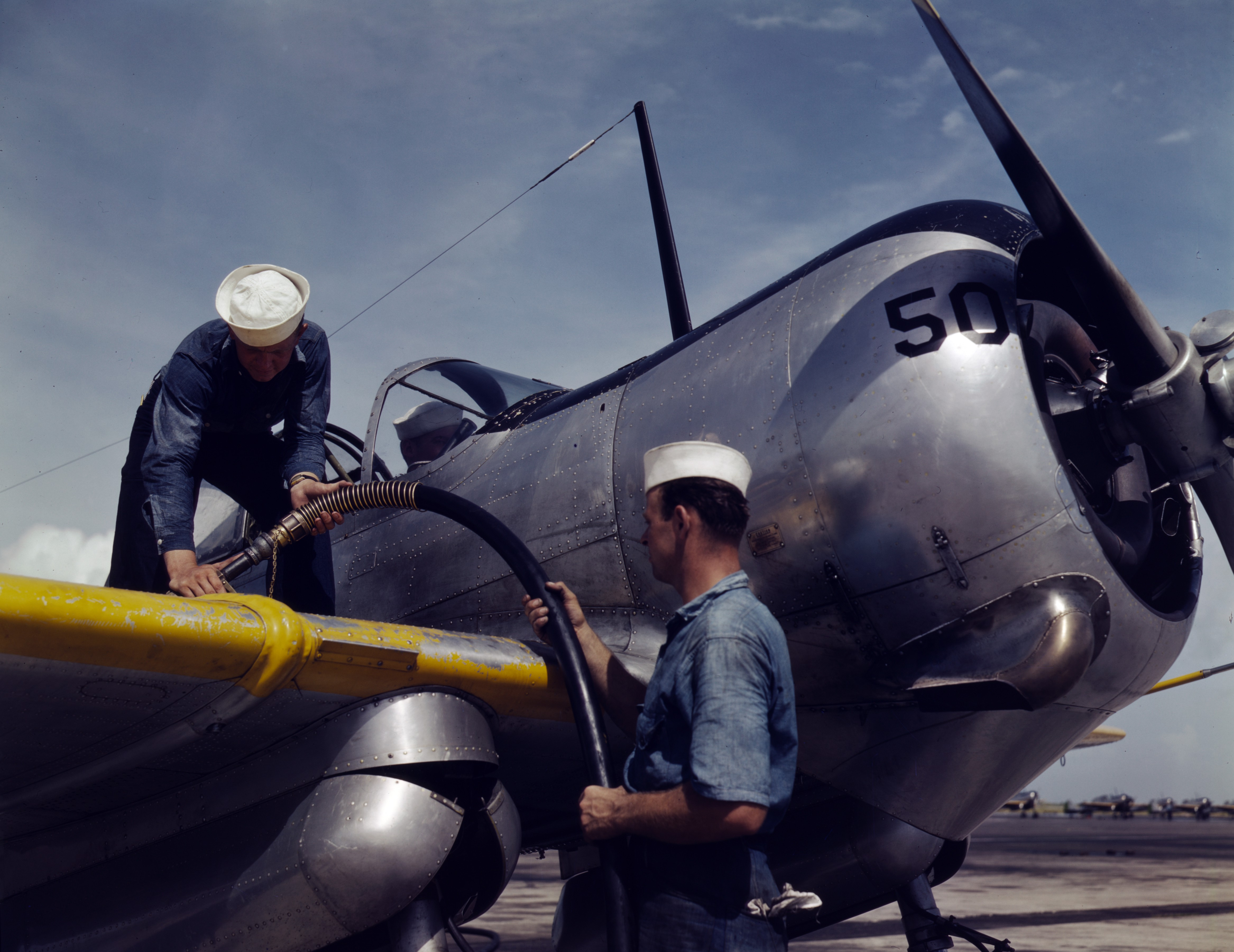
Tiếp nhiên liệu cho SNC-1 tại NAS Corpus Christi, 1942

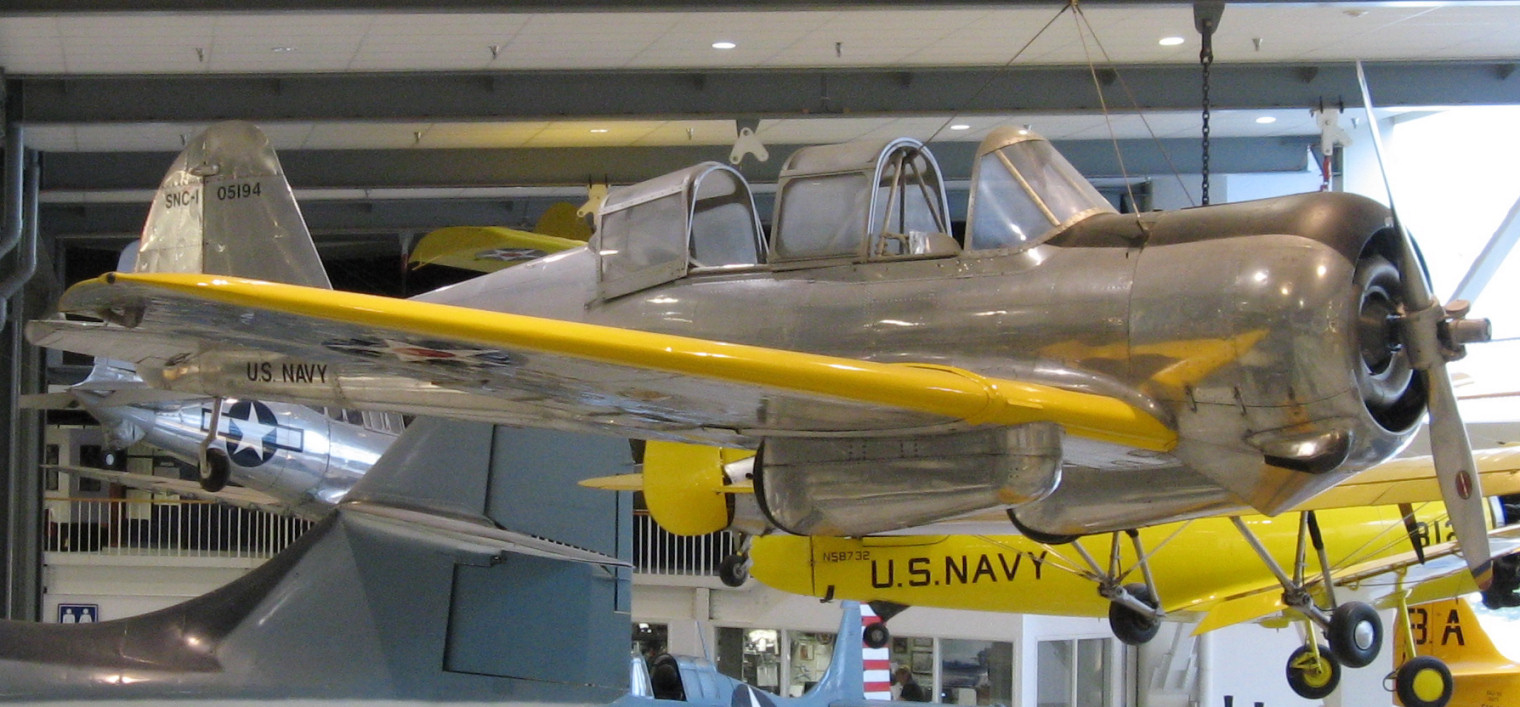
SNC-1 trưng bày tại Bảo tàng Quốc gia Không quân Hải quân

CW-A22
CW-22
CW-22B
SNC-1 Falcon (CW-22N)

## Quốc gia sử dụng
Bolivia
 Đông Ấn Hà Lan
- Không quân Lục quân Đông Ấn Hoàng gia Hà Lan

 Nhật Bản
- Không quân Lục quân Đế quốc Nhật Bản

 Perú
 Thổ Nhĩ Kỳ
 Hoa Kỳ
- Hải quân Hoa Kỳ

 Uruguay
- Không quân Uruguay

## Tính năng kỹ chiến thuật (SNC-1)
Dữ liệu lấy từ 
Đặc điểm tổng quát
- Kíp lái: 2
- Chiều dài: 27 ft 0 in (8.23 m)
- Sải cánh: 35 ft 0 in (10.67 m)
- Chiều cao: 9 ft 11 in (3.02 m)
- Diện tích cánh: 173.70 ft2 (16.14 m2)
- Trọng lượng rỗng: 2,736 lb (1,241 kg)
- Trọng lượng có tải: 3,788 lb (1,718 kg)
- Động cơ: 1 × Wright R-975-28 Whirlwind, 420 hp (313 kW) mỗi chiếc

Hiệu suất bay
- Vận tốc cực đại: 198 mph (319 km/h)
- Tầm bay: 780 dặm (1,255 km)
- Trần bay: 21,800 ft (6,645 m)